# Richard Hughes (batterista)
Richard David Hughes (Gravesend, 8 settembre 1975) è un batterista britannico membro del gruppo musicale pop rock Keane.

## Biografia
Diventa amico di Tim Rice-Oxley e Dominic Scott alla Tonbridge School, dove si diploma alla fine degli anni ottanta. Successivamente frequenta l'University College dove si laurea in geografia.
Ha lavorato come segretario alla BBC in quanto necessitava denaro per mantenersi, e anche per portare avanti il progetto della band. Per un breve periodo ha lavorato come supplente in una scuola.
A diciassette anni impara a suonare la batteria, e nel 1995 viene invitato da Rice-Oxley e Scott ad unirsi alla loro band. Più tardi invitano ad unirsi alla band anche Tom Chaplin, anche se all'inizio Richard era contrario, infatti ha affermato: "Amplificare la voce di Tom, già di per sé molto potente, con un microfono non mi sembrava una buona idea". Dall'uscita del secondo album Under the Iron Sea fa da supporto a Tom Chaplin nel canto.
È un attivista di Amnesty International. Il 3 novembre 2011 ha tenuto un discorso alla Oxford Union sul suo lavoro con Amnesty International, e sulla sua campagna in favore di Troy Davis.